# Rhododendron brevicaudatum
Rhododendron brevicaudatum là một loài thực vật có hoa trong họ Thạch nam. Loài này được R.C. Fang & S.S. Chang miêu tả khoa học đầu tiên năm 1988.